# Авранек, Ульрих Иосифович
У́льрих Ио́сифович (Осипович) Авра́нек (Авранэк)  (26 декабря 1853, Клученице, Чехия — 12 августа 1937, Москва) — советский оперный хормейстер, дирижёр, виолончелист. Народный артист РСФСР (1933). Герой Труда (1934).

## Биография
Родился 26 декабря 1853 года в Клученице, Чехия. По национальности чех.
Отец будущего дирижёра был учителем, органистом приходской церкви. В 1870 году Авранек окончил Пражскую консерваторию сразу по двум классам — виолончели и теории музыки. В Праге он играл в оркестре Немецкой оперы.
В 1874 году Авранек приглашён в Россию в качестве солиста-виолончелиста и капельмейстера. Вначале работал в провинции — в оперных театрах Казани, Саратова (Саратовский академический театр оперы и балета), Харькова и других городов. В апреле 1882 году дебютировал в Москве, в Большом театре в качестве капельмейстера, а затем назначен главным хормейстером и вторым капельмейстером. Здесь он проработал до конца жизни. С 1883 года Авранек также вёл педагогическую деятельность.
20 октября 1933 года ему было присвоено звание народного артиста Республики, а в апреле 1934 года в ознаменование 80-летия со дня рождения и 65-летия музыкальной деятельности — звание Герой труда. 2 июня 1937 года вместе с рядом других работников Большого театра награждён орденом Ленина (за выдающиеся заслуги в деле развития оперного и балетного искусства).
Умер в ночь на 12 августа 1937 года в Кремлёвской больнице. Похоронен в Москве на Ваганьковском кладбище.

## Творчество
Авранек участвовал в первых постановках на сцене Большого театра опер «Князь Игорь» Александра Бородина, «Ночь перед Рождеством», «Моцарт и Сальери» Николая Римского-Корсакова и других.
Авранек также писал музыку. Он является автор многих хоровых произведений, трёх струнных квартетов, фортепьянного квинтета, сонаты для виолончели с фортепиано, фортепианных пьес.